# Società Sportiva Calcio Palermo 1976-1977
Questa voce raccoglie le informazioni riguardanti la Società Sportiva Calcio Palermo nelle competizioni ufficiali della stagione 1976-1977.

## Stagione
Al quarto anno consecutivo in Serie B, il Palermo ottiene il tredicesimo posto con 33 punti. La squadra rosanero ha cambiato tre allenatori per cercare la giusta quadratura, prima Antonio De Bellis, quindi Giuseppe Grassotti (per la sola 30ª giornata di campionato) e infine Fernando Veneranda, riuscendo comunque a mantenere senza tante difficoltà la categoria. Con 7 reti il miglior marcatore di stagione è stato Sergio Magistrelli.
Nella Coppa Italia la compagine siciliana prima del campionato ha disputato il terzo girone di qualificazione, che è stato vinto dall'Inter, davanti alla Fiorentina, al Palermo, al Varese e al Pescara.

## Rosa
| N. |                   | Ruolo | Calciatore          |
| -- | ----------------- | ----- | ------------------- |
|    | Italia (bandiera) | P     | Enzo Bravi          |
|    | Italia (bandiera) | P     | Antonino Trapani    |
|    | Italia (bandiera) | P     | Lorenzo Frison      |
|    | Italia (bandiera) | D     | Salvatore Vullo     |
|    | Italia (bandiera) | D     | Mauro Di Cicco      |
|    | Italia (bandiera) | D     | Giacomo Vianello    |
|    | Italia (bandiera) | D     | Gaetano Longo       |
|    | Italia (bandiera) | D     | Filippo Citterio    |
|    | Italia (bandiera) | D     | Antonino Imborgia   |
|    | Italia (bandiera) | D     | Raffaele D'Agostino |
|    | Italia (bandiera) | D     | Angelo Cracchiolo   |

| N. |                   | Ruolo | Calciatore         |
| -- | ----------------- | ----- | ------------------ |
|    | Italia (bandiera) | C     | Francesco Brignani |
|    | Italia (bandiera) | C     | Aldo Cerantola     |
|    | Italia (bandiera) | C     | Erminio Favalli    |
|    | Italia (bandiera) | C     | Valerio Majo       |
|    | Italia (bandiera) | C     | Fabrizio Larini    |
|    | Italia (bandiera) | C     | Adriano Novellini  |
|    | Italia (bandiera) | C     | Carlo Osellame     |
|    | Italia (bandiera) | A     | Salvatore Esposito |
|    | Italia (bandiera) | A     | Sergio Magistrelli |
|    | Italia (bandiera) | A     | Ivo Perissinotto   |

## Risultati

### Serie B

#### Girone di andata
| Arbitro: | Vannucchi (Bologna) |

|                            |           |  |
| Rosa 4’ (rig.) Zanolla 52’ | Marcatori |  |

| Palermo 3 ottobre 1976 2ª giornata | Palermo          | 0 – 0 | Taranto | Stadio La Favorita\| Arbitro: \| Casarin (Milano) \| |
| Arbitro:                           | Casarin (Milano) |       |         |                                                      |

| Avellino 10 ottobre 1976 3ª giornata | Avellino          | 0 – 0 | Palermo | Stadio Partenio\| Arbitro: \| Mattei (Macerata) \| |
| Arbitro:                             | Mattei (Macerata) |       |         |                                                    |

| Arbitro: | Barboni (Firenze) |

|                               |           |  |
| Novellini 77’ Magistrelli 80’ | Marcatori |  |

| Arbitro: | Schena (Foggia) |

|  |           |                 |
|  | Marcatori | 85’ Magistrelli |

| Palermo 31 ottobre 1976 6ª giornata | Palermo        | 0 – 0 | Catania | Stadio La Favorita\| Arbitro: \| Frasso (Capua) \| |
| Arbitro:                            | Frasso (Capua) |       |         |                                                    |

| Arbitro: | Prati (Parma) |

|                          |           |  |
| Zandoli 53’ S. Villa 79’ | Marcatori |  |

| Arbitro: | Pieri (Genova) |

|          |           |                |
| Majo 61’ | Marcatori | 70’ Quagliozzi |

| Arbitro: | Falasca (Chieti) |

|                        |           |  |
| Ghio 29’ Altobelli 67’ | Marcatori |  |

| Arbitro: | Ciulli (Roma) |

|               |           |  |
| Novellini 58’ | Marcatori |  |

| Arbitro: | Mascia (Milano) |

|              |           |  |
| G. Salvi 65’ | Marcatori |  |

| Arbitro: | Trinchieri (Reggio Emilia) |

|                                    |           |                  |
| Odorizzi 6’ F. Chimenti 45’ (rig.) | Marcatori | 40’ Perissinotto |

| Arbitro: | Tani (Livorno) |

|               |           |  |
| Novellini 48’ | Marcatori |  |

| Arbitro: | Benedetti (Roma) |

|                 |           |  |
| Perissinotto 8’ | Marcatori |  |

| Firenze 9 gennaio 1977 15ª giornata | Rimini                       | 0 – 0 | Palermo | Stadio Comunale\| Arbitro: \| Agnolin (Bassano del Grappa) \| |
| Arbitro:                            | Agnolin (Bassano del Grappa) |       |         |                                                               |

| Arbitro: | Schena (Foggia) |

|  |           |                                  |
|  | Marcatori | 20’, 53’ M. Guidetti 44’ Iachini |

| Arbitro: | Vannucchi (Bologna) |

|                              |           |              |
| Prunecchi 50’, 72’ Orazi 77’ | Marcatori | 56’ Citterio |

| Arbitro: | Reggiani (Bologna) |

|                |           |                      |
| Magistrelli 3’ | Marcatori | 9’ Petta 87’ Sartori |

| Arbitro: | Barboni (Firenze) |

|             |           |              |
| Giavardi 9’ | Marcatori | 30’ Osellame |

#### Girone di ritorno
| Arbitro: | Falasca (Chieti) |

|                 |           |            |
| Magistrelli 82’ | Marcatori | 27’ Caccia |

| Arbitro: | F. Panzino (Catanzaro) |

|                                |           |              |
| Selvaggi 7’, 23’ Jacomuzzi 58’ | Marcatori | 34’ Osellame |

| Arbitro: | Benedetti (Roma) |

|               |           |  |
| Novellini 43’ | Marcatori |  |

| Modena 6 marzo 1977 23ª giornata | Modena        | 0 – 0 | Palermo | Stadio Alberto Braglia\| Arbitro: \| Longhi (Roma) \| |
| Arbitro:                         | Longhi (Roma) |       |         |                                                       |

| Palermo 13 marzo 1977 24ª giornata | Palermo         | 0 – 0 | Varese | Stadio La Favorita\| Arbitro: \| Celli (Trieste) \| |
| Arbitro:                           | Celli (Trieste) |       |        |                                                     |

| Arbitro: | Artico (Padova) |

|             |           |              |
| Cantone 43’ | Marcatori | 31’ Osellame |

| Arbitro: | Tonolini (Milano) |

|                                  |           |              |
| Osellame 32’ Brignani 82’ (rig.) | Marcatori | 64’ S. Villa |

| Arbitro: | Redini (Pisa) |

|           |           |  |
| Piras 61’ | Marcatori |  |

| Arbitro: | Paparesta (Bari) |

|                             |           |                           |
| Favalli 17’ Magistrelli 41’ | Marcatori | 16’ Altobelli 79’ Zanotti |

| Arbitro: | Barboni (Firenze) |

|                     |           |  |
| Sanseverino 1’, 58’ | Marcatori |  |

| Arbitro: | Mattei (Macerata) |

|  |           |             |
|  | Marcatori | 30’ Faloppa |

| Palermo 1º maggio 1977 31ª giornata | Palermo            | 0 – 0 | Sambenedettese | Stadio La Favorita\| Arbitro: \| Lazzaroni (Milano) \| |
| Arbitro:                            | Lazzaroni (Milano) |       |                |                                                        |

| Arbitro: | Lops (Torino) |

|          |           |                     |
| Paina 5’ | Marcatori | 70’ (rig.) Brignani |

| Arbitro: | Ciulli (Roma) |

|              |           |  |
| A. Rocca 33’ | Marcatori |  |

| Arbitro: | Lapi (Firenze) |

|                          |           |                                       |
| Brignani 18’ (rig.), 77’ | Marcatori | 12’ (aut.) Vianello 25’ S. Pellizzaro |

| Arbitro: | Prati (Parma) |

|                              |           |                            |
| Citterio 3’ (aut.) Pozzi 21’ | Marcatori | 29’, 89’ Majo 42’ Osellame |

| Palermo 5 giugno 1977 36ª giornata | Palermo          | 0 – 0 | Pescara | Stadio La Favorita\| Arbitro: \| Casarin (Milano) \| |
| Arbitro:                           | Casarin (Milano) |       |         |                                                      |

| Arbitro: | Terpin (Trieste) |

|                          |           |                              |
| Montenegro 29’ Petta 36’ | Marcatori | 68’ Magistrelli 79’ Citterio |

| Arbitro: | Agnolin (Bassano del Grappa) |

|                          |           |                     |
| Majo 51’ Magistrelli 74’ | Marcatori | 50’ Toschi 90’ Vriz |

### Coppa Italia

#### Primo turno
| Arbitro: | Terpin (Trieste) |

|                       |           |  |
| S. Mazzola 31’ (rig.) | Marcatori |  |

| Pescara 5 settembre 1976 3ª giornata | Pescara         | 0 – 0 | Palermo | Stadio Adriatico\| Arbitro: \| Menegali (Roma) \| |
| Arbitro:                             | Menegali (Roma) |       |         |                                                   |

| Arbitro: | F. Panzino (Catanzaro) |

|          |           |             |
| Majo 33’ | Marcatori | 51’ Casarsa |

| Arbitro: | Migliore (Salerno) |

|               |           |             |
| Novellini 73’ | Marcatori | 40’ Manueli |

## Statistiche

### Statistiche dei giocatori
| Giocatore       | Serie B  | Serie B | Serie B     | Serie B    | Coppa Italia | Coppa Italia | Coppa Italia | Coppa Italia | Totale   | Totale | Totale      | Totale     |
| Giocatore       | Presenze | Reti    | Ammonizioni | Espulsioni | Presenze     | Reti         | Ammonizioni  | Espulsioni   | Presenze | Reti   | Ammonizioni | Espulsioni |
| --------------- | -------- | ------- | ----------- | ---------- | ------------ | ------------ | ------------ | ------------ | -------- | ------ | ----------- | ---------- |
| E. Bravi        | 6        | -6      | ?           | ?          | ?            | -?           | ?            | ?            | 6+       | -6+    | ?           | ?          |
| F. Brignani     | 38       | 4       | ?           | ?          | ?            | 0            | ?            | ?            | 38+      | 4      | ?           | ?          |
| A. Cerantola    | 38       | 0       | ?           | ?          | ?            | 0            | ?            | ?            | 38+      | 0      | ?           | ?          |
| F. Citterio     | 37       | 2       | ?           | ?          | ?            | 0            | ?            | ?            | 37+      | 2      | ?           | ?          |
| R. D'Agostino   | 8        | 0       | ?           | ?          | ?            | 0            | ?            | ?            | 8+       | 0      | ?           | ?          |
| M. Di Cicco     | 23       | 0       | ?           | ?          | ?            | 0            | ?            | ?            | 23+      | 0      | ?           | ?          |
| S. Esposito     | 1        | 0       | ?           | ?          | ?            | 0            | ?            | ?            | 1+       | 0      | ?           | ?          |
| E. Favalli      | 33       | 1       | ?           | ?          | ?            | 0            | ?            | ?            | 33+      | 1      | ?           | ?          |
| L. Frison       | 7        | -10     | ?           | ?          | ?            | -?           | ?            | ?            | 7+       | -10+   | ?           | ?          |
| F. Larini       | 20       | 0       | ?           | ?          | ?            | 0            | ?            | ?            | 20+      | 0      | ?           | ?          |
| G. Longo        | 13       | 0       | ?           | ?          | ?            | 0            | ?            | ?            | 13+      | 0      | ?           | ?          |
| S. Magistrelli  | 34       | 7       | ?           | ?          | ?            | 0            | ?            | ?            | 34+      | 7      | ?           | ?          |
| V. Majo         | 33       | 4       | ?           | ?          | ?            | 1            | ?            | ?            | 33+      | 5      | ?           | ?          |
| A. Novellini    | 24       | 4       | ?           | ?          | ?            | 1            | ?            | ?            | 24+      | 5      | ?           | ?          |
| C. Osellame     | 28       | 5       | ?           | ?          | ?            | 0            | ?            | ?            | 28+      | 5      | ?           | ?          |
| I. Perissinotto | 18       | 2       | ?           | ?          | ?            | 0            | ?            | ?            | 18+      | 2      | ?           | ?          |
| A. Trapani      | 27       | -25     | ?           | ?          | ?            | -?           | ?            | ?            | 27+      | -25+   | ?           | ?          |
| G. Vianello     | 29       | 0       | ?           | ?          | ?            | 0            | ?            | ?            | 29+      | 0      | ?           | ?          |
| S. Vullo        | 31       | 0       | ?           | ?          | ?            | 0            | ?            | ?            | 31+      | 0      | ?           | ?          |